# Веслування на байдарках і каное на літніх Олімпійських іграх 2016 — байдарки-одиночки, 200 метрів (чоловіки)
Змагання з веслування на байдарках-одиночках на дистанції 200 м серед чоловіків на літніх Олімпійських іграх 2016 пройшли 19-20 серпня на озері Родрігу-де-Фрейташ.

## Порядок проведення
Змагання включало кваліфікаційні запливи, півфінали та фінал. Спортсмени, що посіли перші п'ять місць у кваліфікаційних запливах, а також один спортсмен з решти, що показав найкращий час, перейшли до півфіналів. Веслувальники, що посіли перші чотири місця у півфіналах, перейшли у фінал «А», інші учасники змагалися у фіналі «Б».

## Розклад
Хронологія за бразильським часом (UTC−3)
| Дата                | Час        | Етап                  |
| ------------------- | ---------- | --------------------- |
| 19 серпня, п'ятниця | 9:00 10:07 | Кваліфікація Півфінал |
| 20 серпня, субота   | 09:00      | Фінал                 |

## Результати

### Кваліфікація

#### Перший кваліфікаційний заплив
| Місце | Ім'я             | Країна          | Час    | Примітки |
| ----- | ---------------- | --------------- | ------ | -------- |
| 1     | Рональд Рауге    | Німеччина (GER) | 34.350 | SF       |
| 2     | Манфреді Ріцца   | Італія (ITA)    | 34.276 | SF       |
| 3     | Марк де Йонг     | Канада (CAN)    | 34.898 | SF       |
| 4     | Олексій Румянцев | Латвія (LAT)    | 35.175 | SF       |
| 5     | Сезар де Чезаре  | Еквадор (ECU)   | 35.216 | SF       |
| 6     | Павел Качмарек   | Польща (POL)    | 35.562 |          |
| 7     | Едсон Сілва      | Бразилія (BRA)  | 35.665 |          |
| 8     | Олексій Дергунов | Казахстан (KAZ) | 36.647 |          |

#### Другий кваліфікаційний заплив
| Місце | Ім'я                  | Країна               | Час    | Примітки |
| ----- | --------------------- | -------------------- | ------ | -------- |
| 1     | Максим Бомон          | Франція (FRA)        | 34.322 | SF       |
| 2     | Саул Кравіотто        | Іспанія (ESP)        | 34.694 | SF       |
| 3     | Петер Молнар          | Угорщина (HUN)       | 35.102 | SF       |
| 4     | Євген Луканцов        | Росія (RUS)          | 35.245 | SF       |
| 5     | Чо Гван Хі            | Південна Корея (KOR) | 35.402 | SF       |
| 6     | Фідель Антоніо Варгас | Куба (CUB)           | 35.561 |          |
| 7     | Філіп Сваб            | Чехія (CZE)          | 35.567 |          |

#### Третій кваліфікаційний заплив
| Місце | Ім'я                 | Країна                | Час    | Примітки |
| ----- | -------------------- | --------------------- | ------ | -------- |
| 1     | Лаям Гіт             | Велика Британія (GBR) | 34.327 | SF       |
| 2     | Стівен Берд          | Австралія (AUS)       | 34.650 | SF       |
| 3     | Марко Новакович      | Сербія (SRB)          | 34.938 | SF       |
| 4     | Ігнас Навакаускас    | Литва (LTU)           | 35.144 | SF       |
| 5     | Петтер Меннінг       | Швеція (SWE)          | 35.264 | SF       |
| 6     | Рубен Войсард Резола | Аргентина (ARG)       | 35.491 | SF       |
| 7     | Карім Ель-Сайєд      | Єгипет (EGY)          | 37.294 |          |

### Півфінали

#### Перший півфінал
| Місце | Ім'я            | Країна                | Час    | Примітки |
| ----- | --------------- | --------------------- | ------ | -------- |
| 1     | Лаям Гіт        | Велика Британія (GBR) | 34.076 | FA       |
| 2     | Рональд Рауге   | Німеччина (GER)       | 34.180 | FA       |
| 3     | Саул Кравіотто  | Іспанія (ESP)         | 34.545 | FA       |
| 4     | Марк де Йонг    | Канада (CAN)          | 34.775 | FA       |
| 5     | Марко Новакович | Сербія (SRB)          | 34.778 | FB       |
| 6     | Петтер Меннінг  | Швеція (SWE)          | 35.562 | FB       |
| 7     | Євген Луканцов  | Росія (RUS)           | 35.567 | FB       |
| 8     | Сезар де Чезаре | Еквадор (ECU)         | 35.936 | FB       |

#### Другий півфінал
| Місце | Ім'я                 | Країна               | Час    | Примітки |
| ----- | -------------------- | -------------------- | ------ | -------- |
| 1     | Максим Бомон         | Франція (FRA)        | 34.398 | FA       |
| 2     | Стівен Берд          | Австралія (AUS)      | 34.584 | FA       |
| 3     | Манфреді Ріцца       | Італія (ITA)         | 34.686 | FA       |
| 4     | Олексій Румянцев     | Латвія (LAT)         | 34.722 | FA       |
| 5     | Ігнас Навакаускас    | Литва (LTU)          | 35.168 | FB       |
| 6     | Петер Молнар         | Угорщина (HUN)       | 35.207 | FB       |
| 7     | Рубен Войсард Резола | Аргентина (ARG)      | 35.439 | FB       |
| 8     | Чо Гван Хі           | Південна Корея (KOR) | 35.869 | FB       |

### Фінал

#### Фінал «Б»
| Місце | Ім'я                 | Країна               | Час    |
| ----- | -------------------- | -------------------- | ------ |
| 9     | Ігнас Навакаускас    | Литва (LTU)          | 37.075 |
| 10    | Петтер Меннінг       | Швеція (SWE)         | 37.104 |
| 11    | Сезар де Чезаре      | Еквадор (ECU)        | 37.169 |
| 12    | Чо Гван Хі           | Південна Корея (KOR) | 37.265 |
| 13    | Марко Новакович      | Сербія (SRB)         | 37.415 |
| 14    | Євген Луканцов       | Росія (RUS)          | 37.482 |
| 15    | Петер Молнар         | Угорщина (HUN)       | 37.896 |
| 16    | Рубен Войсард Резола | Аргентина (ARG)      | 38.061 |

#### Фінал «А»
| Місце | Ім'я             | Країна                | Час    |
| ----- | ---------------- | --------------------- | ------ |
| 1     | Лаям Гіт         | Велика Британія (GBR) | 35.197 |
| 2     | Максим Бомон     | Франція (FRA)         | 35.362 |
| 3     | Саул Кравіотто   | Іспанія (ESP)         | 35.662 |
| 3     | Рональд Рауге    | Німеччина (GER)       | 35.662 |
| 5     | Олексій Румянцев | Латвія (LAT)          | 35.891 |
| 6     | Манфреді Ріцца   | Італія (ITA)          | 36.000 |
| 7     | Марк де Йонг     | Канада (CAN)          | 36.080 |
| 8     | Стівен Берд      | Австралія (AUS)       | 36.426 |